# Basket vid olympiska sommarspelen 2004
Basketturneringen vid olympiska sommarspelen 2004 hade 12 deltagarländer (för herrar och damer) som var indelade i två grupper. Varje grupp hade sex lag där de fyra första gick vidare till kvartsfinalspel.

## Medaljfördelning
| Klass              | Guld | Silver | Brons |
| Herrar Detaljer... | Argentina (ARG) Carlos Delfino Gabriel Fernández Emanuel Ginóbili Leonardo Gutiérrez Wálter Herrmann Alejandro Montecchia Andrés Nocioni Fabricio Oberto Pepe Sánchez Luis Scola Hugo Sconochini Rubén Wolkowyski | Italien (ITA) Gianluca Basile Massimo Bulleri Roberto Chiacig Giacomo Galanda Luca Garri Denis Marconato Michele Mian Gianmarco Pozzecco Nikola Radulović Alex Righetti Rodolfo Rombaldoni Matteo Soragna | USA (USA) Carmelo Anthony Carlos Boozer Tim Duncan Allen Iverson LeBron James Richard Jefferson Stephon Marbury Shawn Marion Lamar Odom Emeka Okafor Amar'e Stoudemire Dwyane Wade                                  |
| Damer Detaljer...  | USA (USA) Sue Bird Swin Cash Tamika Catchings Yolanda Griffith Shannon Johnson Lisa Leslie Ruth Riley Katie Smith Dawn Staley Sheryl Swoopes Diana Taurasi Tina Thompson                                          | Australien (AUS) Suzy Batkovic Sandy Brondello Trisha Fallon Kristi Harrower Lauren Jackson Natalie Porter Alicia Poto Belinda Snell Rachael Sporn Laura Summerton Penny Taylor Allison Tranquilli        | Ryssland (RUS) Anna Archipova Olga Artesjina Jelena Baranova Diana Gustilina Maria Kalmykova Jelena Karpova Ilona Korstin Irina Osipova Oksana Rachmatulina Tatiana Sjtjegoleva Maria Stepanova Natalia Vodopjanova |

## Herrar
| Grupp A                | Grupp B     |
| Argentina              | Australien  |
| Kina                   | Grekland    |
| Italien                | Litauen     |
| Nya Zeeland            | Puerto Rico |
| Serbien och Montenegro | USA         |
| Spanien                | Angola      |

## Damer
| Grupp A    | Grupp B     |
| Australien | Kina        |
| Brasilien  | Tjeckien    |
| Grekland   | Nya Zeeland |
| Japan      | Sydkorea    |
| Nigeria    | Spanien     |
| Ryssland   | USA         |